# Jean van Luxemburg (1921-2019)
Jean Benoît Guillaume Marie Robert Louis Antoine Adolphe Marc d'Aviano, in het Nederlands ook aangeduid als Jan van Luxemburg (Colmar-Berg, 5 januari 1921 – Luxemburg, 23 april 2019), was van 12 november 1964 tot 7 oktober 2000 groothertog van Luxemburg.  

## Leven
Jean werd geboren op het kasteel van Colmar-Berg, als oudste zoon van groothertogin Charlotte van Luxemburg en prins Felix van Bourbon-Parma. 
Hij werd vernoemd naar de beroemdste graaf van Luxemburg Jan de Blinde, een heldhaftig persoon die de ideale belichaming symboliseert van de ridderlijke geest in de 14e eeuw. Jan de Blinde was de koning van Frankrijk altijd trouw en de vernoeming symboliseert daardoor tevens een alliantie met buurland Frankrijk die de toen slechte relatie tussen beide landen, daterend uit de Eerste Wereldoorlog, moest doen beëindigen.
Bij de Duitse inval in 1940 verliet hij het land met zijn ouders. Tijdens de Tweede Wereldoorlog studeerde hij rechten en politieke wetenschappen aan de Laval University in Quebec en in oktober 1942 nam hij dienst bij het geallieerde leger, als officier bij de Irish Guards. In die hoedanigheid maakte hij begin september 1944 de bevrijding van Brussel mee en overschreed hij enkele dagen later de Luxemburgse grens te Rodange. Hij kreeg verschillende militaire onderscheidingen en eretekens. Hij bleef zijn leven lang verbonden met de Irish Guards, waardoor op zijn uitvaart zijn kist onder muziek, gespeeld door deze eenheid, naar buiten werd gedragen. 
Van 1951 tot 4 mei 1961 was de prins lid van de Raad van State, daarna gedurende drie jaar 'luitenant-vertegenwoordiger', dat wil zeggen regent, van het groothertogdom, tot hij op 12 november 1964 officieel zijn moeder opvolgde als groothertog van Luxemburg.
Op 7 oktober 2000 deed Jean troonsafstand ten voordele van zijn oudste zoon Henri. Hij trok zich terug op Slot Fischbach, waar hij woonde tot hij na een kortstondig ziekbed ten gevolge van een longontsteking in een ziekenhuis in de stad Luxemburg overleed op 98-jarige leeftijd.

## Huwelijk en kinderen
Jean huwde op 9 april 1953 prinses Josephine Charlotte, dochter van koning Leopold III van België. Zij waren via hun (over)grootmoeders (Maria Anna van Bragança, moeder van groothertogin Charlotte van Luxemburg, Maria Antonia van Bragança, moeder van prins Felix van Bourbon-Parma en Maria José van Bragança, moeder van koningin Elisabeth van België) verre familie van elkaar. Als kind al konden Joséphine-Charlotte en Jean goed met elkaar opschieten. Uit hun huwelijk werden vijf kinderen geboren:
- Marie Astrid (1954), gehuwd met Carl Christian van Oostenrijk
- Henri (1955), groothertog, gehuwd met María Teresa Mestre
- Jean (1957), tweelingbroer van Margaretha, gehuwd met Diane de Guerre, eerder gehuwd geweest met Hélène Suzanne Vestur
- Margaretha (1957), tweelingzus van Jean, gehuwd met prins Nicolaas van Liechtenstein, zoon van vorst Frans Jozef II
- Guillaume (1963), gehuwd met Sibilla Sandra Weiller

## Kwartierstaat
| Karel III van Bourbon-Parma (1823-1854) | Karel III van Bourbon-Parma (1823-1854) | Karel III van Bourbon-Parma (1823-1854) | Karel III van Bourbon-Parma (1823-1854) | Karel III van Bourbon-Parma (1823-1854) | Karel III van Bourbon-Parma (1823-1854) | Louise Maria van Frankrijk (1819-1864) | Louise Maria van Frankrijk (1819-1864) | Louise Maria van Frankrijk (1819-1864) | Louise Maria van Frankrijk (1819-1864) | Louise Maria van Frankrijk (1819-1864) | Louise Maria van Frankrijk (1819-1864) |                                     |                                     | Michaël I van Portugal (1802-1866)  | Michaël I van Portugal (1802-1866)  | Michaël I van Portugal (1802-1866)     | Michaël I van Portugal (1802-1866)     | Michaël I van Portugal (1802-1866)     | Michaël I van Portugal (1802-1866)     | Adelheid van Löwenstein-Wertheim-Rosenberg (1831-1909) | Adelheid van Löwenstein-Wertheim-Rosenberg (1831-1909) | Adelheid van Löwenstein-Wertheim-Rosenberg (1831-1909) | Adelheid van Löwenstein-Wertheim-Rosenberg (1831-1909) | Adelheid van Löwenstein-Wertheim-Rosenberg (1831-1909) | Adelheid van Löwenstein-Wertheim-Rosenberg (1831-1909) |  |  | Adolf van Luxemburg (1817-1905)           | Adolf van Luxemburg (1817-1905)           | Adolf van Luxemburg (1817-1905)           | Adolf van Luxemburg (1817-1905)           | Adolf van Luxemburg (1817-1905)           | Adolf van Luxemburg (1817-1905)           | Adelheid Marie van Anhalt-Dessau (1833-1916) | Adelheid Marie van Anhalt-Dessau (1833-1916) | Adelheid Marie van Anhalt-Dessau (1833-1916) | Adelheid Marie van Anhalt-Dessau (1833-1916) | Adelheid Marie van Anhalt-Dessau (1833-1916) | Adelheid Marie van Anhalt-Dessau (1833-1916) |                                     |                                     | Michaël I van Portugal (1802-1866)  | Michaël I van Portugal (1802-1866)  | Michaël I van Portugal (1802-1866)  | Michaël I van Portugal (1802-1866)  | Michaël I van Portugal (1802-1866)  | Michaël I van Portugal (1802-1866)  | Adelheid van Löwenstein-Wertheim-Rosenberg (1831-1909) | Adelheid van Löwenstein-Wertheim-Rosenberg (1831-1909) | Adelheid van Löwenstein-Wertheim-Rosenberg (1831-1909) | Adelheid van Löwenstein-Wertheim-Rosenberg (1831-1909) | Adelheid van Löwenstein-Wertheim-Rosenberg (1831-1909) | Adelheid van Löwenstein-Wertheim-Rosenberg (1831-1909) |  |  |  |  |  |  |  |  |  |  |  |  |  |  |  |  |  |  |  |  |  |  |  |  |  |  |  |  |  |  |  |  |  |  |  |  |  |  |  |  |  |  |  |  |  |  |  |  |
| Karel III van Bourbon-Parma (1823-1854) | Karel III van Bourbon-Parma (1823-1854) | Karel III van Bourbon-Parma (1823-1854) | Karel III van Bourbon-Parma (1823-1854) | Karel III van Bourbon-Parma (1823-1854) | Karel III van Bourbon-Parma (1823-1854) | Louise Maria van Frankrijk (1819-1864) | Louise Maria van Frankrijk (1819-1864) | Louise Maria van Frankrijk (1819-1864) | Louise Maria van Frankrijk (1819-1864) | Louise Maria van Frankrijk (1819-1864) | Louise Maria van Frankrijk (1819-1864) |                                     |                                     | Michaël I van Portugal (1802-1866)  | Michaël I van Portugal (1802-1866)  | Michaël I van Portugal (1802-1866)     | Michaël I van Portugal (1802-1866)     | Michaël I van Portugal (1802-1866)     | Michaël I van Portugal (1802-1866)     | Adelheid van Löwenstein-Wertheim-Rosenberg (1831-1909) | Adelheid van Löwenstein-Wertheim-Rosenberg (1831-1909) | Adelheid van Löwenstein-Wertheim-Rosenberg (1831-1909) | Adelheid van Löwenstein-Wertheim-Rosenberg (1831-1909) | Adelheid van Löwenstein-Wertheim-Rosenberg (1831-1909) | Adelheid van Löwenstein-Wertheim-Rosenberg (1831-1909) |  |  | Adolf van Luxemburg (1817-1905)           | Adolf van Luxemburg (1817-1905)           | Adolf van Luxemburg (1817-1905)           | Adolf van Luxemburg (1817-1905)           | Adolf van Luxemburg (1817-1905)           | Adolf van Luxemburg (1817-1905)           | Adelheid Marie van Anhalt-Dessau (1833-1916) | Adelheid Marie van Anhalt-Dessau (1833-1916) | Adelheid Marie van Anhalt-Dessau (1833-1916) | Adelheid Marie van Anhalt-Dessau (1833-1916) | Adelheid Marie van Anhalt-Dessau (1833-1916) | Adelheid Marie van Anhalt-Dessau (1833-1916) |                                     |                                     | Michaël I van Portugal (1802-1866)  | Michaël I van Portugal (1802-1866)  | Michaël I van Portugal (1802-1866)  | Michaël I van Portugal (1802-1866)  | Michaël I van Portugal (1802-1866)  | Michaël I van Portugal (1802-1866)  | Adelheid van Löwenstein-Wertheim-Rosenberg (1831-1909) | Adelheid van Löwenstein-Wertheim-Rosenberg (1831-1909) | Adelheid van Löwenstein-Wertheim-Rosenberg (1831-1909) | Adelheid van Löwenstein-Wertheim-Rosenberg (1831-1909) | Adelheid van Löwenstein-Wertheim-Rosenberg (1831-1909) | Adelheid van Löwenstein-Wertheim-Rosenberg (1831-1909) |  |  |  |  |  |  |  |  |  |  |  |  |  |  |  |  |  |  |  |  |  |  |  |  |  |  |  |  |  |  |  |  |  |  |  |  |  |  |  |  |  |  |  |  |  |  |  |  |
|                                         |                                         |                                         |                                         |                                         |                                         |                                        |                                        |                                        |                                        |                                        |                                        |                                     |                                     |                                     |                                     |                                        |                                        |                                        |                                        |                                                        |                                                        |                                                        |                                                        |                                                        |                                                        |  |  |                                           |                                           |                                           |                                           |                                           |                                           |                                              |                                              |                                              |                                              |                                              |                                              |                                     |                                     |                                     |                                     |                                     |                                     |                                     |                                     |                                                        |                                                        |                                                        |                                                        |                                                        |                                                        |  |  |  |  |  |  |  |  |  |  |  |  |  |  |  |  |  |  |  |  |  |  |  |  |  |  |  |  |  |  |  |  |  |  |  |  |  |  |  |  |  |  |  |  |  |  |  |  |
|                                         |                                         |                                         |                                         | Robert I van Bourbon-Parma (1848-1907)  | Robert I van Bourbon-Parma (1848-1907)  | Robert I van Bourbon-Parma (1848-1907) | Robert I van Bourbon-Parma (1848-1907) | Robert I van Bourbon-Parma (1848-1907) | Robert I van Bourbon-Parma (1848-1907) |                                        |                                        |                                     |                                     |                                     |                                     | Maria Antonia van Bragança (1862-1959) | Maria Antonia van Bragança (1862-1959) | Maria Antonia van Bragança (1862-1959) | Maria Antonia van Bragança (1862-1959) | Maria Antonia van Bragança (1862-1959)                 | Maria Antonia van Bragança (1862-1959)                 |                                                        |                                                        |                                                        |                                                        |  |  |                                           |                                           |                                           |                                           | Willem IV van Luxemburg (1852-1912)       | Willem IV van Luxemburg (1852-1912)       | Willem IV van Luxemburg (1852-1912)          | Willem IV van Luxemburg (1852-1912)          | Willem IV van Luxemburg (1852-1912)          | Willem IV van Luxemburg (1852-1912)          |                                              |                                              |                                     |                                     |                                     |                                     | Maria Anna van Portugal (1861-1942) | Maria Anna van Portugal (1861-1942) | Maria Anna van Portugal (1861-1942) | Maria Anna van Portugal (1861-1942) | Maria Anna van Portugal (1861-1942)                    | Maria Anna van Portugal (1861-1942)                    |                                                        |                                                        |                                                        |                                                        |  |  |  |  |  |  |  |  |  |  |  |  |  |  |  |  |  |  |  |  |  |  |  |  |  |  |  |  |  |  |  |  |  |  |  |  |  |  |  |  |  |  |  |  |  |  |  |  |
|                                         |                                         |                                         |                                         | Robert I van Bourbon-Parma (1848-1907)  | Robert I van Bourbon-Parma (1848-1907)  | Robert I van Bourbon-Parma (1848-1907) | Robert I van Bourbon-Parma (1848-1907) | Robert I van Bourbon-Parma (1848-1907) | Robert I van Bourbon-Parma (1848-1907) |                                        |                                        |                                     |                                     |                                     |                                     | Maria Antonia van Bragança (1862-1959) | Maria Antonia van Bragança (1862-1959) | Maria Antonia van Bragança (1862-1959) | Maria Antonia van Bragança (1862-1959) | Maria Antonia van Bragança (1862-1959)                 | Maria Antonia van Bragança (1862-1959)                 |                                                        |                                                        |                                                        |                                                        |  |  |                                           |                                           |                                           |                                           | Willem IV van Luxemburg (1852-1912)       | Willem IV van Luxemburg (1852-1912)       | Willem IV van Luxemburg (1852-1912)          | Willem IV van Luxemburg (1852-1912)          | Willem IV van Luxemburg (1852-1912)          | Willem IV van Luxemburg (1852-1912)          |                                              |                                              |                                     |                                     |                                     |                                     | Maria Anna van Portugal (1861-1942) | Maria Anna van Portugal (1861-1942) | Maria Anna van Portugal (1861-1942) | Maria Anna van Portugal (1861-1942) | Maria Anna van Portugal (1861-1942)                    | Maria Anna van Portugal (1861-1942)                    |                                                        |                                                        |                                                        |                                                        |  |  |  |  |  |  |  |  |  |  |  |  |  |  |  |  |  |  |  |  |  |  |  |  |  |  |  |  |  |  |  |  |  |  |  |  |  |  |  |  |  |  |  |  |  |  |  |  |
|                                         |                                         |                                         |                                         |                                         |                                         |                                        |                                        |                                        |                                        | Felix van Bourbon-Parma (1893-1970)    | Felix van Bourbon-Parma (1893-1970)    | Felix van Bourbon-Parma (1893-1970) | Felix van Bourbon-Parma (1893-1970) | Felix van Bourbon-Parma (1893-1970) | Felix van Bourbon-Parma (1893-1970) |                                        |                                        |                                        |                                        |                                                        |                                                        |                                                        |                                                        |                                                        |                                                        |  |  |                                           |                                           |                                           |                                           |                                           |                                           |                                              |                                              |                                              |                                              | Charlotte van Luxemburg (1896-1985)          | Charlotte van Luxemburg (1896-1985)          | Charlotte van Luxemburg (1896-1985) | Charlotte van Luxemburg (1896-1985) | Charlotte van Luxemburg (1896-1985) | Charlotte van Luxemburg (1896-1985) |                                     |                                     |                                     |                                     |                                                        |                                                        |                                                        |                                                        |                                                        |                                                        |  |  |  |  |  |  |  |  |  |  |  |  |  |  |  |  |  |  |  |  |  |  |  |  |  |  |  |  |  |  |  |  |  |  |  |  |  |  |  |  |  |  |  |  |  |  |  |  |
|                                         |                                         |                                         |                                         |                                         |                                         |                                        |                                        |                                        |                                        | Felix van Bourbon-Parma (1893-1970)    | Felix van Bourbon-Parma (1893-1970)    | Felix van Bourbon-Parma (1893-1970) | Felix van Bourbon-Parma (1893-1970) | Felix van Bourbon-Parma (1893-1970) | Felix van Bourbon-Parma (1893-1970) |                                        |                                        |                                        |                                        |                                                        |                                                        |                                                        |                                                        |                                                        |                                                        |  |  |                                           |                                           |                                           |                                           |                                           |                                           |                                              |                                              |                                              |                                              | Charlotte van Luxemburg (1896-1985)          | Charlotte van Luxemburg (1896-1985)          | Charlotte van Luxemburg (1896-1985) | Charlotte van Luxemburg (1896-1985) | Charlotte van Luxemburg (1896-1985) | Charlotte van Luxemburg (1896-1985) |                                     |                                     |                                     |                                     |                                                        |                                                        |                                                        |                                                        |                                                        |                                                        |  |  |  |  |  |  |  |  |  |  |  |  |  |  |  |  |  |  |  |  |  |  |  |  |  |  |  |  |  |  |  |  |  |  |  |  |  |  |  |  |  |  |  |  |  |  |  |  |
|                                         |                                         |                                         |                                         |                                         |                                         |                                        |                                        |                                        |                                        |                                        |                                        |                                     |                                     |                                     |                                     |                                        |                                        |                                        |                                        |                                                        |                                                        |                                                        |                                                        |                                                        |                                                        |  |  |                                           |                                           |                                           |                                           |                                           |                                           |                                              |                                              |                                              |                                              |                                              |                                              |                                     |                                     |                                     |                                     |                                     |                                     |                                     |                                     |                                                        |                                                        |                                                        |                                                        |                                                        |                                                        |  |  |  |  |  |  |  |  |  |  |  |  |  |  |  |  |  |  |  |  |  |  |  |  |  |  |  |  |  |  |  |  |  |  |  |  |  |  |  |  |  |  |  |  |  |  |  |  |
|                                         |                                         |                                         |                                         |                                         |                                         |                                        |                                        |                                        |                                        |                                        |                                        |                                     |                                     |                                     |                                     |                                        |                                        |                                        |                                        |                                                        |                                                        |                                                        |                                                        |                                                        |                                                        |  |  |                                           |                                           |                                           |                                           |                                           |                                           |                                              |                                              |                                              |                                              |                                              |                                              |                                     |                                     |                                     |                                     |                                     |                                     |                                     |                                     |                                                        |                                                        |                                                        |                                                        |                                                        |                                                        |  |  |  |  |  |  |  |  |  |  |  |  |  |  |  |  |  |  |  |  |  |  |  |  |  |  |  |  |  |  |  |  |  |  |  |  |  |  |  |  |  |  |  |  |  |  |  |  |
|                                         |                                         |                                         |                                         | Jean van Luxemburg (1921-2019)          | Jean van Luxemburg (1921-2019)          | Jean van Luxemburg (1921-2019)         | Jean van Luxemburg (1921-2019)         | Jean van Luxemburg (1921-2019)         | Jean van Luxemburg (1921-2019)         |                                        |                                        | Elisabeth van Luxemburg (1922-2011) | Elisabeth van Luxemburg (1922-2011) | Elisabeth van Luxemburg (1922-2011) | Elisabeth van Luxemburg (1922-2011) | Elisabeth van Luxemburg (1922-2011)    | Elisabeth van Luxemburg (1922-2011)    |                                        |                                        | Marie Adelheid van Luxemburg (1924-2007)               | Marie Adelheid van Luxemburg (1924-2007)               | Marie Adelheid van Luxemburg (1924-2007)               | Marie Adelheid van Luxemburg (1924-2007)               | Marie Adelheid van Luxemburg (1924-2007)               | Marie Adelheid van Luxemburg (1924-2007)               |  |  | Marie Gabriëlle van Luxemburg (1925-2023) | Marie Gabriëlle van Luxemburg (1925-2023) | Marie Gabriëlle van Luxemburg (1925-2023) | Marie Gabriëlle van Luxemburg (1925-2023) | Marie Gabriëlle van Luxemburg (1925-2023) | Marie Gabriëlle van Luxemburg (1925-2023) |                                              |                                              | Charles van Luxemburg (1927-1977)            | Charles van Luxemburg (1927-1977)            | Charles van Luxemburg (1927-1977)            | Charles van Luxemburg (1927-1977)            | Charles van Luxemburg (1927-1977)   | Charles van Luxemburg (1927-1977)   |                                     |                                     | Alix van Luxemburg (1925-2005)      | Alix van Luxemburg (1925-2005)      | Alix van Luxemburg (1925-2005)      | Alix van Luxemburg (1925-2005)      | Alix van Luxemburg (1925-2005)                         | Alix van Luxemburg (1925-2005)                         |                                                        |                                                        |                                                        |                                                        |  |  |  |  |  |  |  |  |  |  |  |  |  |  |  |  |  |  |  |  |  |  |  |  |  |  |  |  |  |  |  |  |  |  |  |  |  |  |  |  |  |  |  |  |  |  |  |  |

- Bibliothèque nationale de France: cb14764112d (data)
- Gemeinsame Normdatei: 118990314
- International Standard Name Identifier: 0000 0003 8239 8931
- Library of Congress Control Number: n80056897
- Musée national d'archéologie, d'histoire et d'art: lkl008436
- National Archives and Records Administration: 10580639
- Nationale Bibliotheek van Polen: a0000003653801
- Système universitaire de documentation: 182490831
- Virtual International Authority File: 42638199
- WorldCat: E39PBJw4GMYhgxyBYvbFYccXVC